# Cychrus caraboides
Espèce
Cychrus caraboides est une espèce de coléoptères de la famille des Carabidae.

## Description
Cychrus caraboides mesure entre 12 et 19 mm et est entièrement noir. Ses longues mandibules lui permettent de déchirer la chair des escargots.

## Alimentation
Espèce très répandue et variable, c'est un coléoptère d'été qui consomme principalement des escargots mais également de vers, d'autres petits insectes de surface et des charognes[réf. nécessaire].

## Habitat
Cet insecte est endémique des régions tempérées et boréales d'Europe. Il vit dans les bois, sous le bois pourri et sous les mousses.